# Frederick J. Kroesen

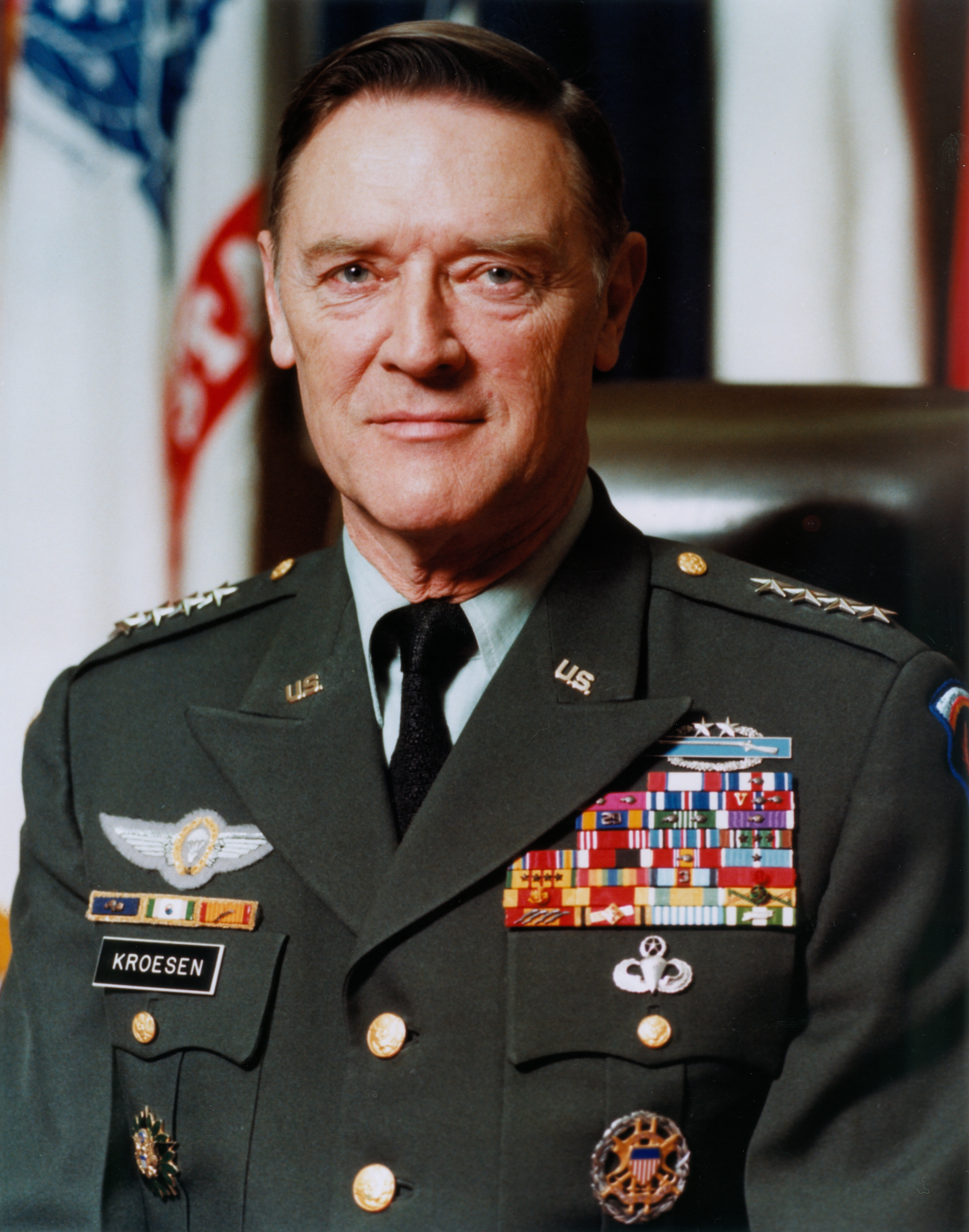
Frederick J. Kroesen

Frederick James Kroesen (* 11. Februar 1923 in Phillipsburg, New Jersey; † 30. April 2020 in Alexandria, Virginia) war ein General der US Army. Er diente zuletzt von 1979 bis 1983 als Kommandierender General der 7. US-Armee in Heidelberg und war zudem Kommandierender General der Central Army Group der NATO. Davor kommandierte er von 1975 bis 1976 das VII. US-Korps und 1976 bis 1978 das US Army Forces Command und diente im Anschluss bis 1979 als Vice Chief of Staff of the Army. Nachdem Kroesen die Armee 1983 verlassen hatte, wurde er Geschäftsmann, zuletzt als Vorsitzender der Firma für Sicherheitssysteme NetTalon.

## Laufbahn
Frederick Kroesen absolvierte die Trenton Central High School in Trenton, der Hauptstadt des Staates New Jersey. Anschließend studierte er bis 1944 an der Rutgers University. Über die Infantry Officer Candidate School in Fort Benning in Georgia gelang ihm die Aufnahme in die United States Army, wo er der Infanterie zugeteilt wurde. In der Armee durchlief er in den folgenden Jahren alle Dienstgrade vom Leutnant bis zum Vier-Sterne-General. Er nahm am Zweiten Weltkrieg teil und war mit einer Infanterieeinheit an den Kämpfen um den Brückenkopf Elsass beteiligt. Nach dem Krieg setzte er seine militärische Laufbahn fort. Während des Koreakriegs diente er im 187. Infanterieregiment. Während des Vietnamkriegs war er zunächst Kommandeur der 196. Infanteriebrigade, die Teil der 23. Infanteriedivision war. Zwischen Juli und November 1971 war Kroesen Kommandeur dieser Division. Danach war er stellvertretender Kommandeur des XXIV. Corps. In den Jahren 1972 bis 1974 kommandierte er die 82. Luftlandedivision. Danach war er bis 1975 stellvertretender Kommandeur des V Corps, dessen Hauptquartier sich im I.G.-Farben-Haus in Frankfurt am Main befand. Als Nächstes wurde er Kommandeur des VII. Corps, dessen Hauptquartier in den Kelley Barracks in Stuttgart war. Im Jahr 1976 wurde Kroesen zum Vier-Sterne-General befördert und übernahm für zwei Jahre das Kommando über den United States Army Forces Command. In den Jahren 1978 und 1979 bekleidete Frederick Kroesen das Amt des Vice Chief of Staff of the Army. Am 29. Mai 1979 wurde er als Nachfolger von George S. Blanchard neuer Kommandeur der in Heidelberg stationierten 7. Armee. Dieses Amt bekleidete er bis zum 15. April 1983, als er von Glenn K. Otis abgelöst wurde. Danach ging er in den Ruhestand. 

## RAF-Anschlag auf Kroesen
Der Vier-Sterne-General und seine Begleiter wurden verletzt, als seine gepanzerte Limousine am Morgen des 15. September 1981 in Heidelberg am Karlstor von dem RAF-Terroristen Christian Klar mit einer reaktiven Panzerbüchse des Typs RPG-7 beschossen wurde. Zum Anschlag bekannte sich das Kommando Gudrun Ensslin. 1991 wurde gegen den ehemaligen Minister für Staatssicherheit der DDR Erich Mielke und sechs Mitarbeiter des Ministeriums unter anderem wegen des Verdachts der Beihilfe zum versuchten Mord an Kroesen Haftbefehl erlassen. Als Unterstützungsleistung wurde Klars militärische Ausbildung unter anderem an einer Panzerfaust des Typs RPG-7 vermutet, die er in der DDR erhielt. Es blieb jedoch ungeklärt, ob diese bereits vor der Tat erfolgte. Das Ermittlungsverfahren der Bundesanwaltschaft wurde im August 1994 wegen einer „Vielzahl widersprüchlicher Aussagen“ eingestellt.

## Auszeichnungen
Auswahl der Dekorationen, sortiert in Anlehnung der Order of Precedence of Military Awards:
- Defense Distinguished Service Medal
- Army Distinguished Service Medal
- Silver Star (2 ×)
- Legion of Merit (3 ×)
- Distinguished Flying Cross
- Bronze Star (3 ×)
- Purple Heart (3 ×)
- Air Medal (29 ×)
- Army Commendation Medal (3 ×)
- National Defense Service Medal (2 ×)
- Korean Service Medal (2 ×)
- Vietnam Service Medal (9 ×)
- Großes Verdienstkreuz mit Stern des Verdienstordens der Bundesrepublik Deutschland
- Offizier der französischen Ehrenlegion

## Schriften
- General Thoughts: Seventy Years with the Army. Institute of Land Warfare, Association of the United States Army, 2003.